# Río Gaduares
Río Gaduares är ett vattendrag i Spanien. Det ligger i den södra delen av landet, 400 km söder om huvudstaden Madrid.